# Шеридан, Майк
Майк Шеридан (англ. Mike Sheridan; род. в 1991 году) — датский продюсер электронной музыки. Его первый альбом был выпущен в 2008 году и был в датском чарте в течение 7 недель. Майк Шеридан выступал на концертах в Барселоне, Берлине и других местах. Также участвовал в телепередаче «Den 11. time», которая транслировалась на датском телеканале «DR2» в мае 2007 года.

## Дискография

### Альбомы
| Год  | Альбом             | Наивысшая позиция | Сертификация |
| Год  | Альбом             | DAN               | Сертификация |
| ---- | ------------------ | ----------------- | ------------ |
| 2012 | Ved første øjekast | 13                | —            |

### Синглы
| Год  | Сингл            | Наивысшая позиция | Сертификация | Альбом |
| Год  | Сингл            | DAN               | Сертификация | Альбом |
| ---- | ---------------- | ----------------- | ------------ | ------ |
| 2008 | «Med små skridt» | 15                | —            | —      |